# Radamisto
Radamisto (em georgiano: რადამისტი; romaniz.: Radamist'i; m. 58) foi um príncipe da dinastia farnabázida do Reino da Ibéria que reinou sobre o Reino da Armênia de 51 a 53 e de 54 a 55. Foi considerado um usurpador e tirano, que foi derrubado em uma rebelião apoiada pelo Império Arsácida.